# Winnie Holzman
Winnie Holzman (* 1954 in New York City) ist eine US-amerikanische Drehbuchautorin, Fernsehproduzentin und Darstellerin. Bekannt wurde sie als Autorin und Produzentin der US-amerikanischen Fernsehserie Willkommen im Leben. Für das Drehbuch zum Pilotfilm dieser Serie war sie 1995 für den Emmy nominiert.

## Leben
Holzman studierte Englisch und Kreatives Schreiben an der Princeton University. Sie beendete ihr Studium an der New York University im Jahr 1984 mit dem Titel Master in Musical Theatre Writing. Ihre Lehrer an der New York University waren unter anderem Stephen Sondheim, Harold Prince, Arthur Laurents, Betty Comden, Adolph Green und Leonard Bernstein.
Im Jahr 2003 schrieb Winnie Holzman das Drehbuch für das Broadway-Musical Wicked – Die Hexen von Oz von Stephen Schwartz. Dafür gewann sie den Drama Desk Award for Outstanding Book of a Musical und war für den Tony Award in der Kategorie Bester Autor eines Musicals nominiert.
Gemeinsam mit Dana Fox schrieb Holzman auch das Drehbuch für die Verfilmung des Musicals als Wicked und Wicked: Teil 2, dessen Regie Jon M. Chu übernahm.
Als Darstellerin spielt Holzman kleine Nebenrollen in verschiedenen Fernsehserien. Außerdem hat sie oft Cameo-Auftritte in ihren eigenen Produktionen.
Winnie Holzman ist mit dem Schauspieler Paul Dooley verheiratet, mit dem sie eine Tochter hat.

## Filmografie (Auswahl)

### Als Drehbuchautorin
- 1990: Wunderbare Jahre (The Wonder Years, Fernsehserie)
- 1990: Thirtysomething (Fernsehserie)
- 1994: Willkommen im Leben (My So-Called Life, Fernsehserie)
- 1997: Zwei Singles in L.A. (Til There Was You)
- 1999: Noch mal mit Gefühl (Once and Again, Fernsehserie)
- 2024: Wicked

### Als Darstellerin
- 1990: Thirtysomething  (Cameo-Auftritt)
- 1992: Major Dad
- 1994: Willkommen im Leben (Cameo-Auftritt)
- 1996: Jerry Maguire – Spiel des Lebens
- 1999: Love, American Style
- 2000: Noch mal mit Gefühl (Cameo-Auftritt in 3 Episoden)
- 2000: Roswell
- 2005: Hopeless Pictures
- 2007: Lass es, Larry!